# Klepu (Pringapus)
Klepu is een bestuurslaag in het regentschap Semarang van de provincie Midden-Java, Indonesië. Klepu telt 8675 inwoners (volkstelling 2010).